# Nationaal Park Boyne Valley
Nationaal park Boyne Valley (Engels: Boyne Valley National Park/ Iers:  Páirc Náisiúnta Brú na Bóinne) is een nationaal park in County Meath in Ierland dat in 2023 werd opgericht. Het nationaal park is 2,2 vierkante kilometer groot en omvat het landhuizen Dowth Hall, Netterville Manor en de omliggende groengebieden, die in 2023 door de Ierse staat werden aangekocht. Het nationaal park omvat een derde van het Unesco-werelderfgoedgebied Brú na Bóinne in de vallei van de Boyne.